# Devet Jugovića
Nëntë Jugoviq en albanais et Devet Jugovića en serbe latin (en serbe cyrillique : Девет Југовића) est une localité du Kosovo située dans la commune/municipalité de Pristina, district de Pristina (Kosovo) ou district de Kosovo (Serbie). Selon le recensement kosovar de 2011, elle compte 2 229 habitants, dont une majorité d'Albanais.

## Démographie

### Évolution historique de la population dans la localité
| 1948 | 1953 | 1961 | 1971 | 1981 | 1991 | 2011  |
| ---- | ---- | ---- | ---- | ---- | ---- | ----- |
| 463  | 483  | 487  | 409  | 553  | 521  | 2 229 |

|  |